# Twistor
Twistor je pojem teoretické fyziky, zavedený Rogerem Penrosem v roce 1967. Twistorový prostor má představovat pro fyziku prostor fundamentální, vůči kterému je Minkovského časoprostor teprve prostorem odvozeným. Matematicky je twistor reprezentován uspořádanou čtveřicí komplexních čísel, která je však současně chápána jako projektivní rozšíření bodu v prostoru o šesti reálných nebo tří komplexních složkách. Ekvivalentně lze twistor nahlížet též jako pár komutujících projektivních spinorů.
V teorii twistorů je postulována zvláštní a výlučná role dimenze 6, resp. dimenze 8 po provedení projektivizace. Významnou konstrukci v teorii twistorů představuje tzv. Hopfova fibrace (zobrazení), kterou matematicky popsal Heinz Hopf v r. 1931. Velmi důležitá je v teorii twistových prostorů též úzká souvislost mezi Lorentzovou grupou, komplexní Möbiovou transformací, Riemannovou sférou a stereografickou projekcí.
Formálně lze twistorové prostory ve fyzice i jinde uplatnit v mnoha kontextech. Mnoho výpočtů v časoprostoru se zjednoduší, pokud jsou přetransformovány do twistorového prostoru. Na twistorovém prostoru lze např. formulovat Fourierovu transformaci polí na časoprostoru nebo na prostoru hybností. Body v twistorovém prostoru odpovídají trajektoriím fotonu v Minkowského časoprostoru; přímky v twistorovém prostoru odpovídají světelným kuželům či (jim projektivně ekvivalentním) kvadrikám. Přesto je od teorie twistorů ve fyzice dosud očekáván pokrok mnohem zásadnější, zejména pak v projektu kvantové gravitace – úsilí o vzájemnou konzistenci kvantové mechaniky a obecné teorie relativity.

## Twistorová rovnice
Teorie twistorů je, mimo jiné, inspirována formalismem dvoukomponentních spinorů v obecné teorii relativity. Základní rovnicí teorie twistorů je twistorová rovnice
{\displaystyle \nabla _{A'}^{(A}\omega ^{B)}\;=\;0.}
Tato rovnice nemá v obecném zakřiveném prostoročase žádné netriviální řešení. V plochém prostoročase je jejím řešením spinor
{\displaystyle \omega ^{A}\;=\;{\tilde {\omega }}^{A}\;-\;i\,x^{AA'}\,\pi _{A'}}
kde {\displaystyle \omega ^{A}} a {\displaystyle \pi _{A'}} jsou libovolné konstantní spinory. Tyto spinory lze chápat jako souřadnice v prostoru řešení twistorové rovnice. Řešení twistorové rovnice sa nazývá twistor a značí se
{\displaystyle {\mathsf {Z}}^{\alpha }=(\omega ^{A},\pi _{A'}).}

Prostor řešení twistorové rovnice se nazývá twistorový prostor a značí se {\displaystyle \mathbb {T} ^{\alpha }}. Na twistorovém prostoru lze zavést normu vztahem
{\displaystyle H=\omega ^{A}\,{\bar {\pi }}_{A}\;+\;{\bar {\omega }}^{A'}\,\pi _{A'}.}